# Пуси
Под названием Пуси́ (кит. упр. 浦西, пиньинь Pǔxī; дословно - «к западу от Хуанпу») объединяют различные районы города Шанхая (КНР), расположенные к западу от реки Хуанпу. В Пуси проживают 90 % жителей Шанхая. Несмотря на бурное развитие Нового района Пудун, расположенного на другой стороне Хуанпу, Пуси по-прежнему остаётся культурным, жилым и во многом даже экономическим центром Шанхая.

## Культура и развлечения
Несмотря на немалые усилия властей по продвижению образа Пудуна, Пуси остаётся также культурным и развлекательным центром Шанхая. В Пуси находятся две главные торговые зоны города Хуайхай Лу и Сюйцзяхуэй, популярные улицы ночных клубов Маомин Лу и Цзюйлу Лу, а также туристические и культурные центры, такие как набережная Вайтань, Большой шанхайский театр и Шанхайский музей.

## Транспорт
В Пуси находится аэропорт Хунцяо — старый аэропорт Шанхая. Однако с открытием нового международного аэропорта Пудун все международные рейсы, включая рейсы в Гонконг и Макао, были переведены в последний. Правительство старается избегать прямой конкуренции между аэропортами, поэтому существует очень мало направлений, в которые рейсы выполняются из обоих аэропортов. Возможно, это связано с тем, что для того чтобы добраться от Хунцяо до основных деловых районов на такси требуется не более получаса и около 10 долларов США, в то время как дорога на такси из аэропорта Пудун займёт около часа и будет стоить 25 долларов либо 8 минут и 7 долларов на магнитоплане (однако в отличие от такси на магнитоплане оплата производится за каждого пассажира в отдельности).
До начала 1990-х из Пудуна в Пуси и обратно можно было попасть лишь на пароме. Сегодня их соединяют несколько тоннелей и четыре крупных моста, а также вторая линия шанхайского метро.
В Пуси также расположен Шанхайский железнодорожный вокзал.